# Kriegsdenkmünze 1814 (Hannover)
Die Kriegsdenkmünze war eine militärische Auszeichnung im Königreich Hannover. Stifter war der König Ernst August. 
Der Stiftungstermin war der 11. Mai 1841 und fiel mit dem Stiftungstermin einer Auszeichnung gleichen Namens, der Kriegsdenkmünze 1813, zusammen. Der Unterschied in den beiden Ehrenzeichen war der Grund und die Medaillengestaltung. Diese Auszeichnung war für die freiwilligen Soldaten gedacht, die ab 1803 bis vor dem Ersten Pariser Frieden 1814 in die Königlich-Großbritannisch-Deutsche Legion  eintraten, während die andere Auszeichnung für die ab 1813 eingetretenen Freiwilligen der regulären Hannoveraner Armee bestimmt war.
Die Auszeichnung war für Militärs aller Dienstgrade und Militär-Ärzte bestimmt, wobei gleichermaßen „Hannoveraner und Ausländer berechtigt“ waren. Nach dem Tode des Inhabers verblieb die Denkmünze dessen Erben.

## Ordensdekoration
Die Ordensdekoration war aus dem Material eines erbeuteten Geschützes gefertigt worden. Die bronzene Medaille hat auf der Vorderseite in einem Kreuz unter der Königskrone den Namenszug des Stifters. Im Revers war vom Lorbeerkranz umschlossen die Devise „TAPFER UND TREU“. Dazu der Hinweis auf den Stiftungsgrund „KÖNIGLICH DEUTSCHE LEGION“.

## Ordensband
Das Ordensband war ein weißes Band mit zwei gelben Streifen.